# Nannopsittaca
Nannopsittaca Ridgway, 1912 è un genere di uccelli della famiglia degli Psittacidi.

## Biologia
Si nutrono di semi, bacche, frutta, insetti e larve.

## Tassonomia
Il genere comprende 2 specie.
- Nannopsittaca dachilleae O'Neil, Munn e Franke, 1991 - pappagallino amazzonico
- Nannopsittaca panychlora (Salvin e Godman, 1883) - pappagallino dei tepui

## Distribuzione e habitat
N. panychlora è diffusa soprattutto tra le montagne del Venezuela; N. dachilleae, scoperta nel 1985 da C. A. Munn, nel Parco nazionale di Manu, è presente in Perù.